# Gyromitra esculenta
Gyromitra esculenta, también conocido como el hongo bonete o falsa colmenilla (llamada así por su parecido a la familia de las colmenillas) es un hongo de la familia de las Discinaceas. 

## Descripción
Sombrero: de 6 a 12 cm de diámetro y de 5 a 15 cm de altura. Posee una forma muy peculiar formada por numerosos pliegues marrones que le proporcionan un aspecto cerebriforme. El color cambia del pardo claro al pardo rojizo en función de la humedad y la edad del individuo. Es blanco en la parte interna y en la parte inferior donde se une con el pie.
Pie: suele ser corto de 2-6 x 1-3 cm, cilíndrico y muy arrugado con varios surcos en la base, hueco y de color blanco. Carne delgada, inodora y con sabor débil poco significativo en crudo.
Esporas: con forma elíptica, lisas, hialinas y con dos pequeñas gútulas (gotitas de lípidos que se observan al microscopio) polares.
Ascos: con forma cilíndrica que contienen ocho esporas (octosporicos) uniseriadas.

## Ecología
Crece en lugares montañosos bajo los pinos (bosques de coníferas) durante la primavera. Es una especie saprofita, es decir, que su dieta se basa en cadáveres de otros organismos y excrementos. Prefiere zonas elevadas, más de 800 m sobre el nivel del mar. 

## Toxicidad
Tóxica en crudo pudiendo resultar incluso mortal aunque según en qué zonas se le considera comestible e incluso resultar muy valoradas siendo, eso si, bien cocinadas previamente. De cualquier manera se aconseja no consumirla.
La intoxicación no se manifiesta hasta pasadas algunas horas, dando lugar a trastornos digestivos como vómitos y náuseas seguidos de deshidratación, hipotensión y alteraciones del ritmo cardíaco. En casos graves hay trastornos nerviosos y alteración (llegando a causar hemólisis) del bazo.
El veneno responsable de la toxicidad es la giromitrina, muy tóxico en solución acuosa o al vapor, de lo cual se deduce que es posible intoxicarse sin llegar a comer setas. En el organismo la giromitrina se transforma a través de la hidrólisis en una sustancia tóxica con capacidad hemolítica y cancerígena. Esta sustancia es acumulativa, por lo que el consumo sucesivo de pequeñas cantidades de estas setas llega a ser tóxica. 
Se está estudiando el caso de una aldea de los Alpes franceses donde la incidencia de SLA es altísima y ya se ha descartado el origen genético de la enfermedad, hallando la posible causa de su difusión al consumo de este hongo cocido y/o al envenenamiento por el consumo de este u otros hongos.

## Tratamiento

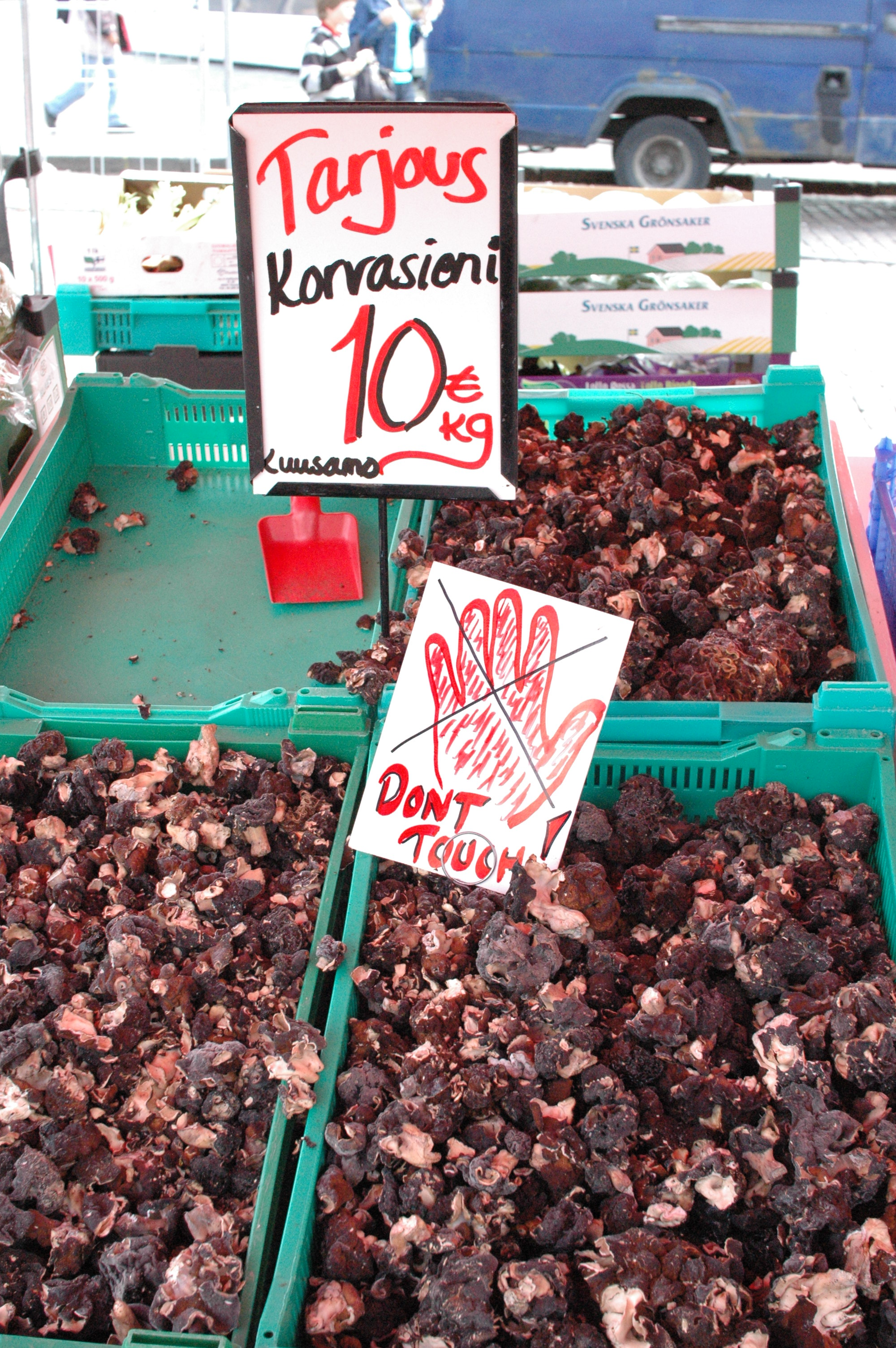
Gyromitra esculenta a la venta en la plaza del mercado de Helsinki.

En caso de haber consumido esta toxina se aconseja vitamina B6 aplicada por vía intravenosa para proteger el riñón se recomienda la ingesta abundante de líquidos en caso de que la hemólisis sea muy intensa.

## Observaciones
El resto de giromitras son muy parecidas, salvo que varían en el color pero sus efectos por ingestión son similares. Pueden confundirse con algunas Morchellas o Colmenillas.